# Chris Stadtlaender
Chris Stadtlaender (* in Schwerin) ist eine deutsche Schriftstellerin.
Sie studierte Medizin, Musikwissenschaften und Spanisch. Nach ihrer Flucht aus der DDR in den 1960er Jahren arbeitete sie als Journalistin und Autorin. Einige ihrer Musikerbiographien wurden für das Fernsehen verfilmt. Sie lebt in Wien.

## Werke (Auswahl)
- Sisi. Die geheimen Schönheitsrezepte der Kaiserin und des Hofes. Athesia Spectrum, Bozen 2006, ISBN 88-6011-035-1
- Joseph Haydns Sinfonia Domestica. GS-Verlag, Zürich 1990, ISBN 3-7185-6068-2
- Beethoven zieht um. München: Heimeran 1963
- La dolce vita medizynisch betrachtet. Fackelträger-Verlag 1962
- Katharina von Medici. Deutsche Buchvertriebs- und Verlags-Gesellschaft 1961